# Mega Channel
Mega Channel è un canale televisivo greco, visibile in Grecia.

## Storia
Mega Channel (o "Mega TV") è stata la prima emittente privata a nascere in Grecia. Cominciò le trasmissioni nel 1989 in concomitanza con ANT1, altro canale privato di proprietà dell'armatore Minos Kiriakou.
Nei primi anni era soprannominato "il canale degli editori" perché il pacchetto azionario della società Teletypos che lo controllava era detenuto da famosi editori, alcuni dei quali sono tra i più noti uomini d'affari di Grecia. La cordata di editori/uomini di affari che portò a termine il progetto furono:
- Giorgio Mpompolas
- Aristide Alafouzos
- Christos Lambrakis
- Christos Tegopoulos
- Vardis Vardinoyannis

Mega Cosmos è la versione satellitare del canale visibile in Europa, America e Australia.
Il 28 ottobre 2018, le trasmissioni sono state interrotte sul digitale terrestre. Le trasmissioni sulle piattaforme a pagamento sono state interrotte il 20 novembre 2018, rimanendo visibile solamente in streaming attraverso il suo sito web, Dopo due anni, il 17 febbraio 2020 il canale è stato rilanciato dall'editore Alter Ego Media S.A.. Il canale ha acquisito nel 2020 i diritti per la trasmissione in diretta esclusiva della finale di Coppa Italia.